# 紅枝垂地蔵桜
紅枝垂地蔵桜（べにしだれじぞうざくら）は、福島県郡山市中田町木目沢字岡ノ内にあるベニシダレザクラの一本桜である。

## 概要
樹齢は380年、樹高16メートル、枝張が18メートルあり、三春滝桜の娘と伝えられるベニシダレザクラ。毎年4月下旬から5月初旬頃に紅色の花が咲き乱れる。
木の下には地蔵堂があり、昔から赤ん坊の短命、夭折の難を逃れるために、願懸けが行われてきた。この地蔵堂があるため、「地蔵ザクラ」と呼ばれる。
三春滝桜から車で15分程度の距離にあるため、滝桜を含めたパッケージツアーの「お花見ルート」に組み込まれることも多い。また、福島県の地方新聞福島民報が作成した「福島県内【一本桜】番付表」には、三春滝桜に次いで二番目の番付となる西の横綱として記載されている。
現地には簡易的な駐車場が用意されており、また、開花時期には仮設トイレ等が設置される。
1968年（昭和43年）、郡山市指定天然記念物に指定された。

## 周辺
- さくら・はなもも回廊 - すぐ近くに登り口あり、散策路が整備されサクラやハナモモが楽しめる小高い山
- 桜里の菊楽園 - すぐ南側の30アールの園内に2,500株のざる菊が咲く、見頃は11月頃で入場には運営協力金として200円が必要
- 三春滝桜 - 約4km、日本三大巨桜北緯37度24分28.94秒 東経140度29分59.38秒
- 上石の不動桜 - 直線距離で約5km、不動明王をまつる不動堂とともに丘の上に立つ樹齢約350年の桜、同じく滝桜の子孫と伝えられる、菜の花畑の撮影ポイントあり北緯37度23分2.04秒 東経140度28分28.19秒
- 瑞雲寺の桜 - 約3km、参道の向かって左側に立つ北緯37度22分34.5秒 東経140度29分35.5秒
- 忠七桜 - 約2km、戊辰戦争の供養のため、当地の忠七翁が祠を建てて移植した桜、正面高台には観桜台あり北緯37度22分29秒 東経140度30分08秒
- 水月観音堂桜 - 北東へ約2km、大正時代に滝桜から種を採取して植えられた樹齢100年の桜北緯37度23分27.5秒 東経140度31分20.5秒
- 五斗蒔田桜 - 南へ約1km、丘の上のビーナスと呼ばれる樹齢150年の美しい桜北緯37度22分26秒 東経140度30分53.5秒

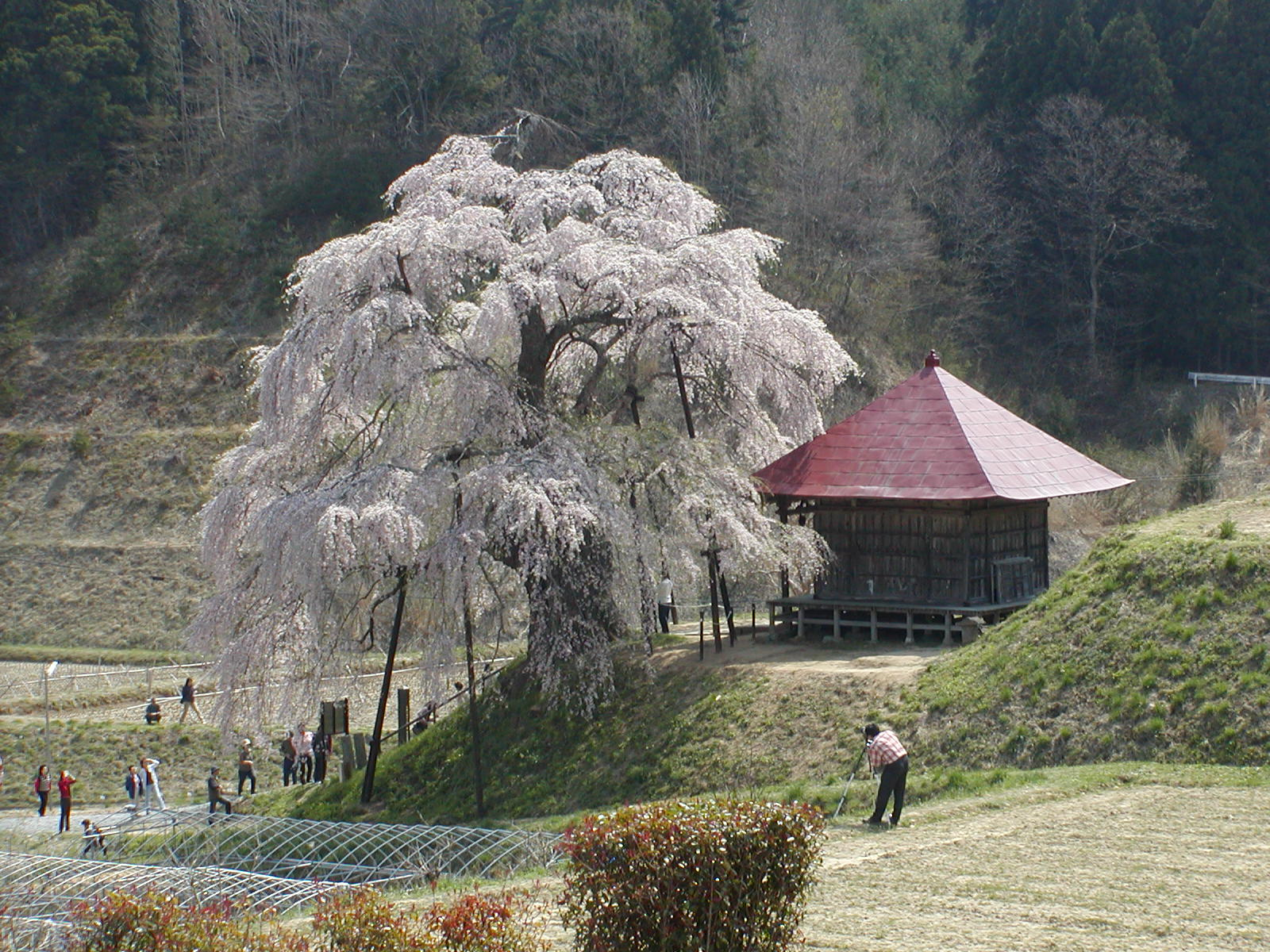
上石の不動桜
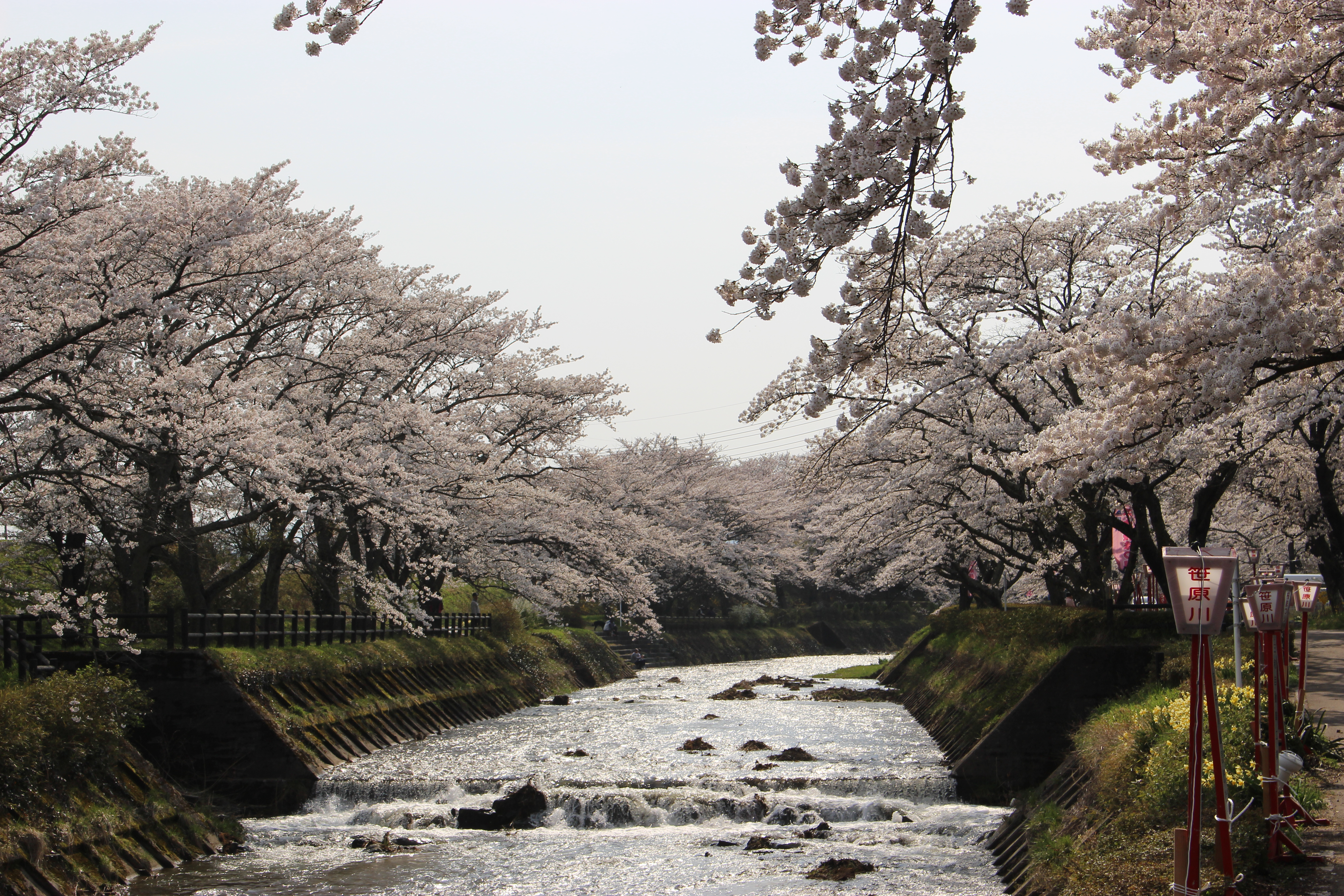
笹原川千本桜
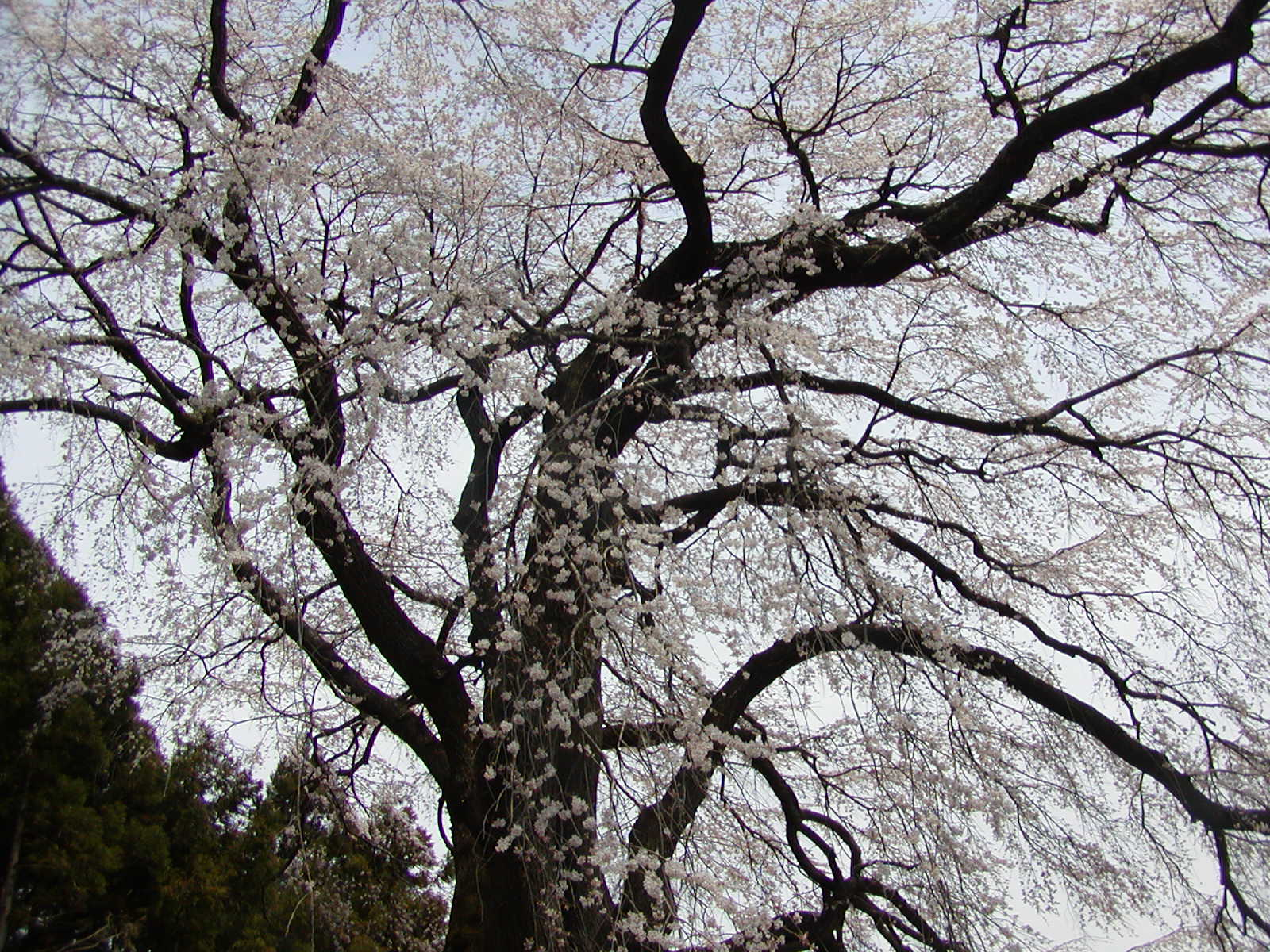
内出の桜
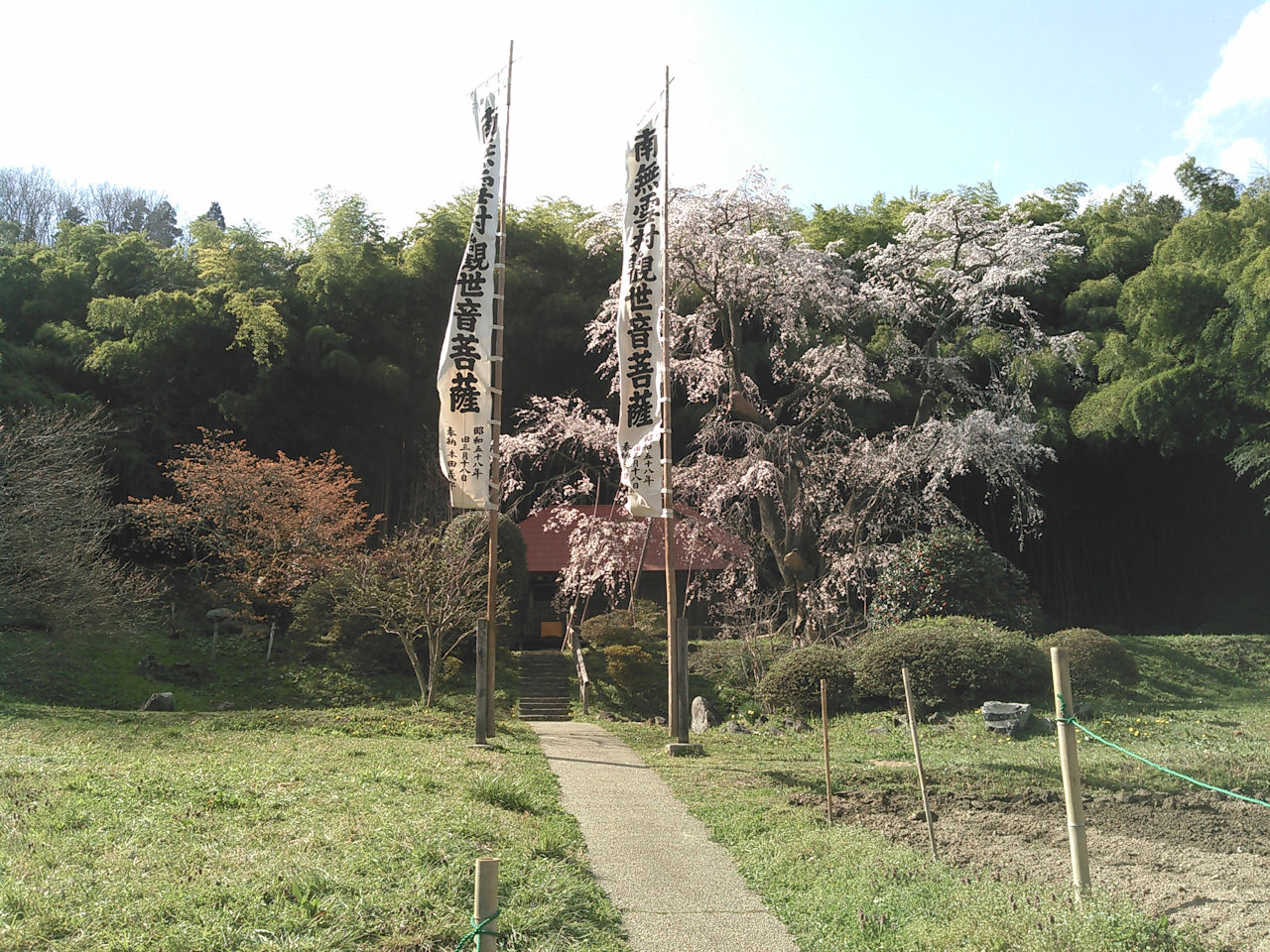
雪村庵と雪村桜

## 交通アクセス
- 磐越自動車道郡山東ICより車で30分
- 三春滝桜から車で15分
- JR郡山駅3番バス乗り場より柳橋行または小野駅前行で「安積高校御舘校」下車、徒歩35分